# Astra 600
Astra 600 — укороченная версия самозарядного пистолета Astra 400, созданная в 1943 году по заказу немецких военных под патрон 9×19 мм Парабеллум. Особенностью пистолета является использование схемы со свободным затвором, нехарактерной для пистолетов под 9х19 Люгер без каких либо приспособлений для замедления отката затвора, типа газового торможения (как на Хеклер-Кох Р-7) или винтовых канавок в патроннике (как на модификации пистолета ПММ (ИЖ-700-400) под патрон 9х19). Запирание осуществлялось за счет так называемого запирания на курок (то есть откатывающемуся затвору сначала надо было взвести достаточно массивный и тугой внутренний курок) и применения затвора увеличенной массы, гораздо более близкой к пистолетам-пулеметам под патрон 9х19, нежели к массе затворов пистолетов и усиленной возвратной пружины. В результате применения затвора увеличенной массы пистолет калибра 9х19 Люгер весил практически столько-же, как Кольт М-1911 под гораздо более мощный патрон .45АСР.

## Страны-эксплуатанты
- Нацистская Германия — с 1943 года до окончания войны было получено 10 000 пистолетов из примерно 60 000 произведённых.
- ФРГ — после создания полиции ФРГ, пистолеты были приняты на вооружение полиции под наименованием Pistole P3[1].
- Португалия — около 800 поставлено военно-морскому флоту Португалии.

Кроме того, после окончания второй мировой войны некоторое количество пистолетов оказалось в США, они продавались в качестве гражданского оружия.